# Costa Rican Amphibian Research Center
Het Costa Rican Amphibian Research Center (CRARC) is een instelling uit Costa Rica die zich richt op onderzoek en bescherming van inheemse amfibieën. Het centrum werd in 2002 opgericht door Brian Kubicki. Het Costa Rican Amphibian Research Center beheert naast een onderzoekscentrum twee privéreservaten, het Guayacán-reservaat en het Río Vereh-reservaat.

## Reservaten
Het Guayacán-reservaat ligt in het Caribische deel van de noordelijke Cordillera de Talamanca nabij Guayacán de Siquirres en omvat laaglandregenwoud. Dit reservaat is 49 hectare groot. Het Río Vereh-reservaat ligt nabij het Internationaal park La Amistad. Het is 11 hectare groot en omvat nevelwoud.

## Fauna
In het Guayacán-reservaat leven meer dan zestig soorten amfibieën. Het is onder meer een van de laatste bekende plaatsen in Costa Rica waar de bedreigde makiboomkikker nog voorkomt. Daarnaast komen bijna tweehonderd vogelsoorten in het reservaat voor, naast zoogdieren als halsbandpekari's, kleine beren, mantelbrulapen en ocelotten.
In 2013 werd met financiële ondersteuning van Amphibian Ark een gebouw ingericht voor de ex-situbescherming van neotropische salamanders, in het bijzonder de endemische mossalamanders uit het geslacht Nototriton. Een jaar later werden fokresultaten behaald met Nototriton abscondens, N. gamezi en N. major, de eerste bekende voortplanting in gevangenschap bij mossalamanders.